# Beaucarnea compacta
Beaucarnea compacta ist eine Pflanzenart der Gattung Beaucarnea in der Familie der Spargelgewächse (Asparagaceae). Ein englischer Trivialname ist „Ponytail Palm, Short-Stemmed Guanajuato Beaucarnea“.

## Beschreibung
Beaucarnea compacta wächst strauchig und bildet einen subglobosen Caudex von 40 bis 60 cm Höhe und 80 bis 100 cm Breite. Die variablen, warzigen, linealischen, blau bis grünen, an den Blatträndern gezähnten Blätter sind 50 bis 75 cm lang und 10 bis 12 mm breit.
Der rispige Blütenstand wird 150 bis 200 cm hoch. Die Blüten sind crem bis gelbfarben. Die Art ist dioecious/zweihäutig/zwittrig/eingeschlechtlich.
Die eiförmigen, hellgrünen in der Reife gelben Kapselfrüchte enthalten einen Samen und sind 8 bis 9 mm lang und 4 bis 5 mm breit. Die dreikantigen rotbraunen Samen sind 4 bis 3 mm im Durchmesser.

## Systematik und Verbreitung
Beaucarnea compacta wächst in Mexiko im Bundesstaat Guanajuato in Xerophyten Regionen in Höhen von 1300 bis 1400 m. Sie ist vergesellschaftet mit Astrophytum ornatum, Mammillaria marcosii, Stenocereus dumortieri, Stenocereus queretaroensis, Myrtillocactus geometrizans und Agave xylonacantha.
Die Erstbeschreibung erfolgte 2003 durch Luis Hernández und Sergio Zamudio.
Beaucarnea compacta, die kleinste Art der Gattung, ist ein Mitglied der Sektion Papillatea. Sie wurde Ende des 20. Jahrhunderts von Charles Glass entdeckt und später (2003) von Luis Hernandez und Sergio Zamudio beschrieben. Sie ist im Bundesstaat Guanajuato in begrenzten Gebieten verbreitet.
Typisch ist der subglobose Caudex. Sie ähnelt Beaucarnea gracilis jedoch werden Unterschiede der Blätter in Länge und Breite deutlich. Gleichwohl sind Differenzen in Blütenstand und Frucht erkennbar. Auf den ersten Blick werden kaum Unterschiede zu Calibanus glassianus deutlich.

## Nachweise
- Luis Hernández, Sergio Zamudio: Two new remarkable Nolinaceae from Central Mexico. In: Brittonia. Band 55, Nummer 3, 2003, S. 226–232 (doi:10.1663/0007-196X(2003)055[0226:TNRNFC]2.0.CO;2).